# 1822 год в театре
1822 год в театре

## События
- 6 февраля — премьера оперы Николя Изуара и Анжело Бенинкори[фр.]  «Волшебная лампа», дирижёр Антуан Абенек, постановщик танцев Пьер Гардель (Опера Ле Пелетье, Париж). Во время представления впервые в истории театра использовалось газовое освещение сцены.
- 16 февраля — премьера оперы Джоаккино Россини, «Зельмира[англ.]» (театр «Сан-Карло», Неаполь).
- 13 апреля — премьера «Зельмиры» в Вене, в рамках трёхмесячного «Фестиваля Россини».

## Деятели театра

### Родились
- 30 января, Фриули — актриса Аделаида Ристори.
- 17 марта, Бостон — актриса Сузан Кушман.
- 5 апреля, Модена — драматург Паоло Феррари.
- 27 мая, Верхняя Нормандия — драматург Луи Буйле.
- 22 июля, Пьемонт — оперный композитор и дирижёр Луиджи Ардити.
- 17 августа, Вильфранш-сюр-Сон — оперный певец Луи Гемар.
- 10 сентября — танцовщик и балетмейстер Большого театра Фёдор Манохин.
- 30 сентября, Нант — оперный певец Батай.
- 1 октября, Нижняя Нормандия — артист «Комеди Франсэз» и либреттист Эдмон Го.
- артист Александринского театра, автор пьес Пётр Зубров.
- актриса Малого театра Хиония Таланова.

### Скончались
- 5 февраля, Мюнхен — драматург Йозеф Мариус фон Бабо.
- 3 апреля, Санкт-Петербург — балерина и педагог Анастасия Новицкая.
- 16 октября, Лондон — танцовщица и актриса Ева Вигель, супруга актёра Дэвида Гаррика.
- 15 ноября, Перуджа — композитор Луиджи Карузо.